# Esfregaço de sangue

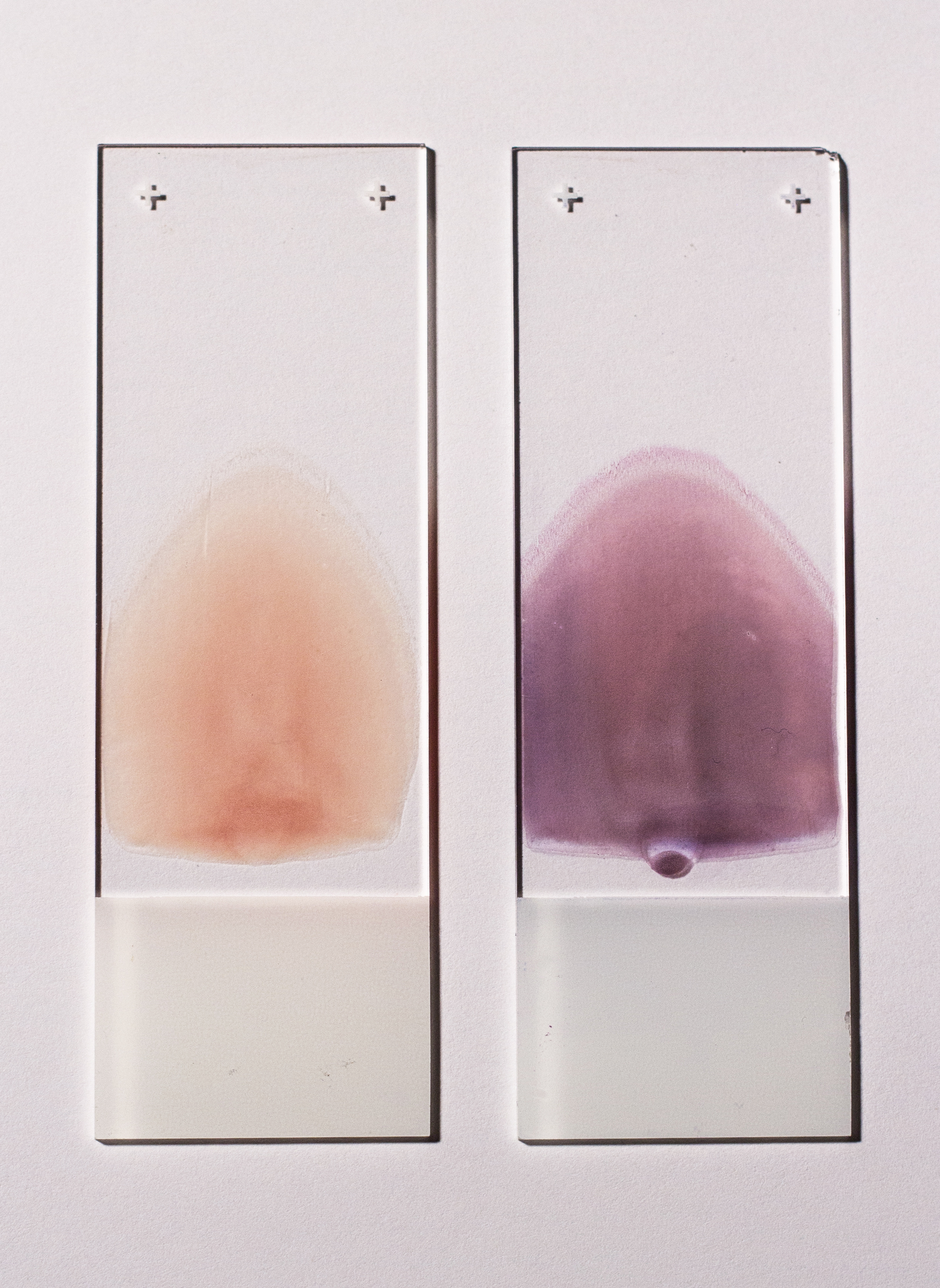
Duas lâminas de sangue periférico destinadas à caracterização de elementos celulares sanguíneos. A amostra da direita foi colorida com a técnica de Wright-Giemsa.

Um esfregaço de sangue ou lâmina de extensão sanguínea é uma camada fina de sangue disposta sobre uma lâmina de microscopia e que é colorida de forma a permitir que as diferentes células do sangue sejam examinadas ao microscópio. Os esfregaços de sangue são geralmente usados na investigação e análise de problemas hematológicos e, ocasionalmente, para detectar a presença de parasitas como a malária e a filaríase.